# Kristian Sindballe
Kristian Laursen Sindballe (5. marts 1884 i Vester Ørum – 1. april 1953 i Gentofte) var en dansk jurist og justitsminister i få dage Ministeriet Otto Liebe i 1920.
Sindballe var plejesøn af fhv. boelsmand Engelhard Knop og hustru Ane Mette f. Sørensen. Han blev student i Horsens 1903, cand.mag. 1909, vandt Københavns Universitets Guldmedalje 1913, blev cand.jur. 1914 og var lærer ved forskellige københavnske skoler 1904-14. Han var ansat i Sø- og Handelsretten 1914-16 og deltog i den juridiske undervisning ved Københavns Universitet fra 1915, blev docent i retsvidenskab 1916 og professor 1920-49. Han blev dr.jur. (Bidrag til Læren om judicielle Afgørelsers Retskraft) 1919.
Han var formand i Studentersamfundet 1910-11, formand for Københavns 11. Værgerådskreds 1918-22, medlem af forskellige kommissioner; første næstformand i Den faste Voldgiftsret, 1920-25, formand for Forsikringsnævnet 1919-27; for Forsikringstilsyns-Kommissionen af 1921, for Aldersrente-kommissionen af 1922, for dispachøreksamenskommissionen fra 1922 og for Bygherrekontrolnævnet af 1923; formand for bestyrelsen for Samfundet og Hjemmet for Vanføre, medlem af bestyrelsen for Dansk Forening for international Søret, delegeret ved søretskonferencerne i Bryssel oktober. 1922 og april 1926, vicepræsident i International Law Association, formand for den danske afdeling af denne forening 1925-30: derefter medlem af bestyrelsen, formand for Revisions- og Forvaltningsinstituttets bestyrelsesråd og kontrolkomité 1925-38, derefter medlem af bestyrelsen, formand for Handelsbankens bestyrelsesråd 1925, for repræsentantskab og bestyrelse 1931, Spitzbergen-Kommissær 1925-27; Medlem af det svensk-polske Forligs nævn 1927 og af det polsk-spanske Forligsnævn 1930, formand for den nord-amerikansk-mexikanske Voldgiftskommission 1928; medlem af bestyrelsen for Dansk Kauktionsforsikrings Akts. 1929, formand fra 1937, formand i bestyrelsen for Den Københavnske Søassurance Forening 1930; formand for det af Grosserer-Societetets komité til udarbejdelse af vedtægter for Grosserer-Societetet nedsatte udvalg 1930-31; formand for det af Assurandør-Societetets komité til revision af Søforsikrings-Konventionen af 2. april 1850 nedsatte Udvalg, formand for kontrolkomitéen for Forsikringsaktieselskabet Nye Danske af 1864, medlem af Det svensk-columbiske Forligsnævn 1933, medlem af Udvalget til undersøgelse af, om en yderligere sanering af landbrugets gældsforhold er mulig 1934, formand for det danske Sølovsrevisionsudvalg 1925-36, for Komitéen til revision af visse dele af Sømandsloven 1938 og for Kommissionen til fastsættelse af erstatninger til forhyringsagenter 1938, formand for bestyrelsen for Dansk Krigs-Søforsikring for Varer 1939, for bestyrelsen for Krigsforsikringen for danske Skibe 1939, for Udvalget angående krigsforsikring af bygninger 1939, for det af Provinshandelskammeret nedsatte Udvalg angående krigsforsikring af løsøre 1940, for forskellige andre udvalg angående krigsforsikring og for Forvaltningsnævnene for krigsforsikringen af løsøre, for Krigsforsikringen af privat Indbo, for Krigsforsikringen af landbrugets løsøre, for Krigsforsikringen af skove og plantager 1940, for Krigsforsikringen af havne 1941, for Krigsforsikringen af landbrugsjord, 1941 og for Krigsforsikringen af elektriske luftledningsanlæg for stærkstrøm 1941; formand for Priskontrolrådet 1941, for Ord och Bild's danske komité 1941 og for Licitationskommissionen, medlem af Bygge- og Boligudvalget af 1946. Han var Kommandør af 1. grad af Dannebrog og Dannebrogsmand.
Han blev gift 12. juli 1909 med Ingrid Antoinette f. Kaarsberg, adoptivdatter af lektor V. Mørck, Fredericia, (9. maj 1885 – 1941), datter af amtslæge, dr.med. Hans Kaarsberg (død 1929) og hustru Elise f. Platen-Hallermund (død 1936).
Han er begravet på Gentofte Kirkegård.

## Har udgivet
- Af Testamentarvens Historie i dansk Ret, København 1915.
- Forsikringssøgendes Pligt til at give Risikooplysninger, København 1919.
- Forsikring for fremmed Regning, København 1921.
- Forsikringskontraktens Forudsætninger, København 1921.
- Dansk Selskabsret I-VI, København 1928-36.
- Dansk Søret, København 1936-38.
- Dansk Forsikringsret I-II, København 1941-48.